# 蒲刈群島
蒲刈群島（かまがりぐんとう）は、広島県の南部、瀬戸内海（安芸灘）に位置する群島。上蒲刈島、下蒲刈島およびそれらの属島から構成される。

## 概要
呉市仁方地区の沖合の安芸灘に浮かぶ島しょ群。西から下蒲刈島、上蒲刈島と東西に並ぶ。有人島はこの2島のみで、南や北の沖合には無人島が点在する。さらに東には下大崎群島の豊島、大崎下島などがある。
安芸灘諸島連絡架橋の整備がすすみ、上蒲刈島および下蒲刈島は1号橋（安芸灘大橋）と2号橋（蒲刈大橋）を介して本土とつながっている。

### 地名の由来
地名の由来は、神功皇后が三韓征伐に向かう途中でこの島に立ち寄った際に、櫛を落とし、一面に生えていた蒲を刈って櫛を探したところから蒲刈と呼ばれるようになったと伝えられる。近辺にはいくつかの立ち寄ったとの言い伝えが残されてい。

### 離島振興法上の扱い
離島振興法に基づく「離島」として1961年に指定されていたが、架橋計画が進展し、離島ではなくなったことから、同法上の指定は2001年4月から解除されている。

### 行政区画
かつては、蒲刈町と下蒲刈町（共に安芸郡）に属していたが、2003年4月に下蒲刈町が、2005年3月20日に蒲刈町が呉市に編入されたため、全域が広島県呉市に属している。

## 島の一覧
有人島／無人島とも、東から順に記載。

### 有人島
- 上蒲刈島
- 下蒲刈島

### 無人島
- 大子島
- 千才 …大浦地区の秋期祭礼で、櫂伝馬（かいでんま）競走の折り返し点として用いられる。
- 沖島
- 笹島
- 荷島 …灯台が設置されている。ひょうたん型の小さな島で、伊勢二見浦の夫婦岩に見立てて、しめ縄が張られている。
- 大松島
- 小松島 …接岸施設あり。9月頃行われる「タコ観光」に参加すると上陸が可能である。
- 小島
- ヒクベ
- 上黒島 …1950年代に無人化。（住民基本台帳上は1976年とされている）

現在、島全体が産業廃棄物の最終処分場となっている。
- 下黒島

なお、上蒲刈島北沖の大松島と小松島は名前と島の面積の大小が逆転しており、海上保安庁第六管区海上保安本部「しまっぷ」の数値では大松島の面積が0.74ha、小松島の面積が0.78haとなっている。

## リンク
- 下蒲刈町商工会 - 簡易な下蒲刈島の観光案内
- 新せとうち学「ごみ遠来」 - ウェイバックマシン（2000年10月12日アーカイブ分） （中国新聞社）